# Richard Fresenius

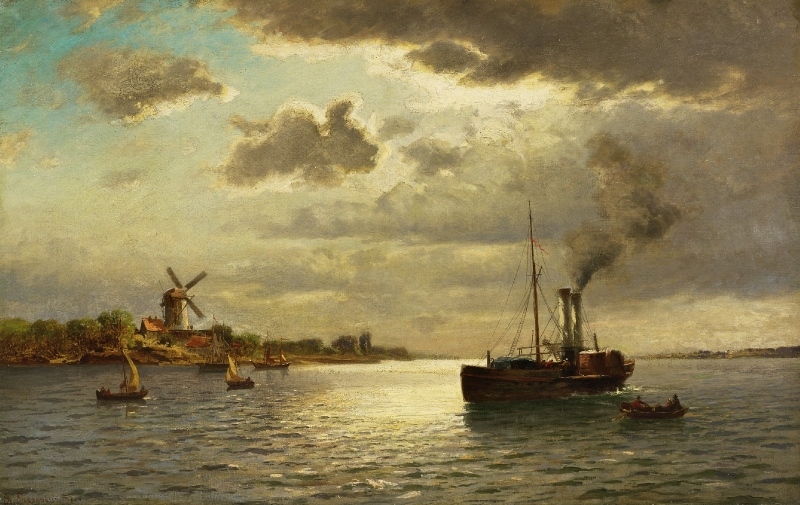
Raddampfer an der Scheldemündung

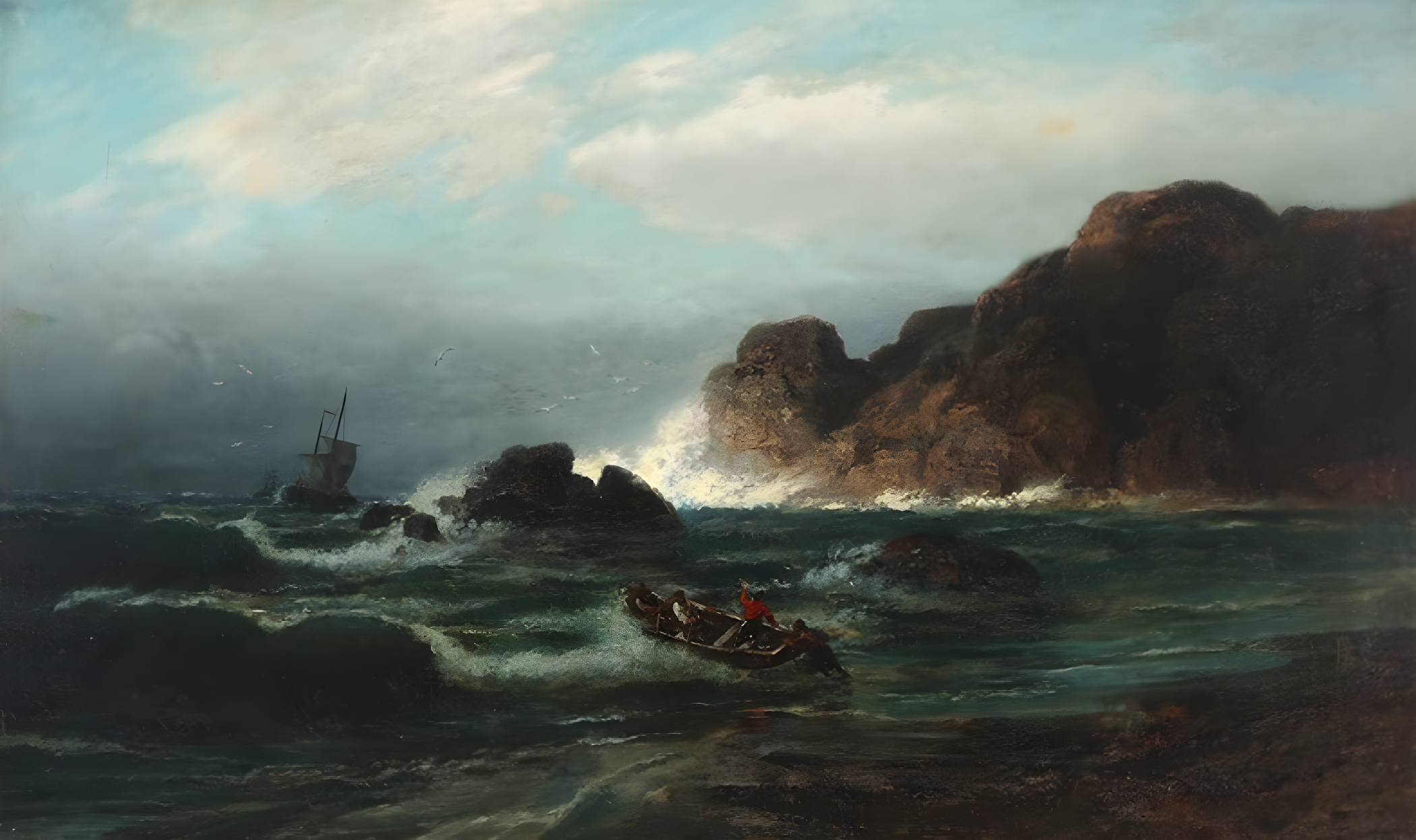
Schiffbruch vor Küste

Richard Fresenius (* 18. Juni 1844 in Frankfurt am Main; † 7. Januar 1903 in Monaco) war ein deutscher Maler.

## Leben
Fresenius absolvierte eine Ausbildung zum Lithografen und wirkte als solcher vier Jahre lang. Anschließend begann er ab 1862 am Städelschen Kunstinstitut bei Jakob Becker Malerei zu studieren. 1863 ging er nach München und arbeitete dort als Lithograf, um sich sein Studium an der Kunstakademie leisten zu können.
1866 ließ sich Fresenius in Karlsruhe nieder, um bis 1872 als Schüler des norwegischen Landschafts- und Marinemalers Hans Gude zu lernen. Seit dieser Zeit entwickelte Fresenius ebenfalls ein Faible für das maritime Genre.
Ab 1872 lebte und wirkte Fresenius in Kronberg im Taunus. Der dort bestehenden Malerkolonie schloss er sich ebenfalls bald an.
Fresenius unternahm viele Studienreisen, darunter u. a. nach Norwegen, an die Nordsee, die Riviera und in die Alpenländer. Verbunden u. a. mit Anton Burger, Carl Morgenstern blieb er der Landschaftsmalerei verbunden; ein wichtiger Schwerpunkt blieben aber auch seine  Fluss- und Seebilder.
Seine letzten Lebensjahre verbrachte Fresenius im Süden Europas, meistens in kleinen Küstenorten Monacos. Im Alter von nahezu 60 Jahren starb Richard Fresenius am 7. Januar 1903 in Monaco.